# Opération Grapple
L'opération Grapple désigne une série de neuf essais nucléaires menée par le Royaume-Uni en 1957 et 1958 sur les îles Kiritimati et Malden dans le Pacifique, dans le cadre de son programme d'obtention de la bombe H. À son issue, le Royaume-Uni est devenu la troisième puissance à disposer d'armes thermonucléaires après les États-Unis et l'URSS.

## Déroulement

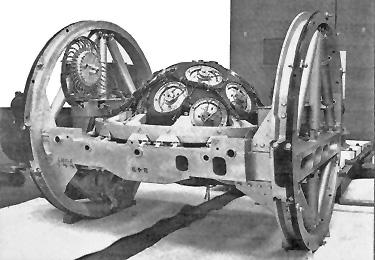
La bombe Orange Herald à une puissance de 720 kilotonnes.

| Nom        | Engin          | Date              | Lieu      | Puissance | Altitude | Type    | Note                                                                     |
| ---------- | -------------- | ----------------- | --------- | --------- | -------- | ------- | ------------------------------------------------------------------------ |
| Grapple 1  | Short Granite  | 15 mai 1957       | Malden    | 300 kt    | 2 400 m  | Largage |                                                                          |
| Grapple 2  | Orange Herald  | 31 mai 1957       | Malden    | 720 kt    | 2 300 m  | Largage | Plus puissante bombe à fission dopée testée. Présenté comme une bombe H. |
| Grapple 3  | Purple Granite | 19 juin 1957      | Malden    | 200 kt    | 2 300 m  | Largage |                                                                          |
| Grapple X  | Round A        | 8 novembre 1957   | Christmas | 1,8 Mt    | 2 250 m  | Largage | Premier essai réussi britannique d'une bombe H.                          |
| Grapple Y  | Dickens        | 28 avril 1957     | Christmas | 3 Mt      | 2 350 m  | Largage | Plus puissant essai nucléaire britannique.                               |
| Grapple Z1 | Pennant        | 22 août 1958      | Christmas | 24 kt     | 450 m    | Ballon  |                                                                          |
| Grapple Z2 | Flagpole       | 2 septembre 1958  | Christmas | 1 Mt      | 2 850 m  | Largage |                                                                          |
| Grapple Z3 | Halliard       | 11 septembre 1958 | Christmas | 800 kt    | 2 650 m  | Largage |                                                                          |
| Grapple Z4 | Burgee         | 23 septembre 1958 | Christmas | 25 kt     | 450 m    | Ballon  |                                                                          |